# Encèfal
L'encèfal és un conjunt d'organs del sistema nerviós central present en la majoria de cordats. Es tracta d'un engruiximent considerable a continuació de la medul·la espinal. És l'encarregat de recollir la informació percebuda del medi o del mateix organisme, processar-la i avaluar l'execució d'una resposta fisiològica o de conducta, ja sigui de manera conscient o inconscient.
En els humans i en la majoria de mamífers és format pel cervell (o prosencèfal), amb el diencèfal i el telencèfal; el cerebel, i el tronc de l'encèfal, amb el bulb raquidi, la protuberància anular i el mesencèfal. L'encèfal pot estar protegit pel crani.

## Anatomia de l'encèfal humà

### Components anatòmics
- Rombencèfal
  - Mielencèfal
    - Bulb raquidi o medul·la oblonga

  - Metencèfal
    - Protuberància anular o pont de Varoli
    - Cerebel
- Mesencèfal
  - Tèctum
  - Tegument mesencefàlic
  - Crus cerebri
- Prosencèfal
  - Diencèfal
    - Epitàlem o glàndula pineal
    - Tàlem
    - Hipotàlem
    - Hipòfisi o glàndula pituïtària

  - Telencèfal
    - Arquipali
      - Gangli basal
        - Nucli caudat
        - Substància negra
        - Cos estriat

      - Amígdala

    - Paleopali
      - Escorça piriforme
      - Bulb olfactori
      - Amígdala

    - Neopali
      - Escorça cerebral
        - Lòbul frontal
        - Lòbul temporal
        - Lòbul parietal
        - Lòbul occipital
        - Ínsula de Reïl
        - Escorça cingolada

### Cervell

Aquest diagrama mostra les principals subdivisions del cervell dels vertebrats d'embrions humans.

#### Telencèfal
El telencèfal es divideix en dues parts, anomenades hemisferis cerebrals, separades per una ranura, però que en el fons d'aquesta ranura estan unides per una massa de fibres blanques, entre les quals hi ha el cos callós, les comissures blanques anterior i posterior, i el trígon o fòrnix.
La superfície dels hemisferis té replecs irregulars anomenats circumvolucions cerebrals, més accentuats en l'home. El cervell es compon d'una substància blanca i una substància grisa. Aquesta última es troba en menor quantitat i és la que compon l'escorça cerebral.
El telencèfal és el centre del llenguatge, el pensament, la creativitat, l'aprenentatge i la memòria, i és l'única estructura conscient de l'encèfal, o sigui, que és l'única part que controla funcions voluntàries.
Les facultats intel·lectuals són pertorbades quan les comunicacions entre neurones estan alterades per un defecte de naixença o per malaltia. Els filaments de matèria blanca, a part de comunicar diferents zones del còrtex cerebral i els seus nuclis, es dirigeixen també al cerebel i al tronc de l'encèfal, des d'on passen a la medul·la espinal o formen els parells cranials.

#### Diencèfal
- Hipotàlem: Entre altres funcions, s'encarrega del control de la temperatura corporal i de la pressió sanguínia.
- Tàlem: Actua com una mena de filtre de les informacions que ens arriben dels receptors i només deixa passar les que són importants. Pel tàlem, hi passen totes les vies sensitives (excepte les olfactives) abans d'arribar al cervell.

### Cerebel
El cerebel està en posició posterocaudal respecte als hemisferis cerebrals. Consta de dues parts, com el cervell, unides per una massa central, anomenada vèrmix. La matèria blanca del seu interior el comunica amb altres parts del sistema nerviós irradiant-lo d'una manera especial que recorda les branques d'un arbre. D'aquí ve el nom d'arbre de la vida amb què també es coneix.
És l'òrgan que coordina i harmonitza els moviments, i que manté l'equilibri i la postura del cos, i ho fa intervenint en el control dels músculs. Quan es priva un animal de cerebel, continua viu, però els seus moviments no es coordinen i no pot caminar ni tampoc volar, si es tracta d'una au.

### Tronc de l'encèfal
El tronc de l'encèfal està format per tres seccions: el bulb raquidi, que forma la part inferior; el mesencèfal, que forma la part superior, i la protuberància, que és al mig. Estableix una comunicació directa entre el cervell i la medul·la. El tronc de l'encèfal, igual que la medul·la espinal, fa funcions sensitives, motores i reflexes. El nucli del bulb conté diversos centres reflexos. N'hi ha de màxima importància, com el centre cardíac, els vasomotors i el respiratori, i altres de menys vitals, com els del vòmit, la tos, el singlot i la deglució. El mesencèfal i la protuberància contenen els centres de certs reflexos dels nervis cranials, com poden ser els reflexos pupil·lars i els moviments oculars.

#### Bulb raquidi
A nivell del bulb raquidi s'entrecreuen els nervis que provenen dels hemisferis cerebrals, de manera que els que provenen de l'hemisferi dret s'estenen per tot el costat esquerre del cos, i el mateix passa amb els axons provinents de l'hemisferi esquerre. Això explica que una persona que tingui una hemorràgia o trombosi a l'hemisferi esquerre, per exemple, pateixi una paràlisi del costat dret del cos.
Controla el batec cardíac, la respiració, la deglució, la contracció i dilatació dels vasos sanguinis, etc. A més, provoca reflexos com ara la tos, el vòmit, el singlot i l'esternut.